# Nasva jõgi
Nasva jõgi är ett vattendrag på ön Ösel i Estland. Det ligger i den del av Ösels kommun som före kommunsammanslagningen 2014 tillhörde Kaarma kommun. Källan är sjön Mullutu laht och mynningen ligger i bukten Suur katel på öns sydkust mot Rigabukten. Vid dess mynning ligger småköpingen (estniska: alevik) Nasva.
Floden är endast 3,5 km lång, men i dess avrinningsområde som är 306 km2 ingår sjöarna Mullutu laht, Suurlaht, Kaalupi laht, Linnulaht, Paadla laht och Vägara laht samt biflödena Pühajõgi och Kärla jõgi.